# Alpsee
El Alpsee es un lago situado en el estado de Baviera, Alemania, 4 km al sureste de Füssen. Está cerca de los castillos de Neuschwanstein y Hohenschwangau.
El lago tiene unos 5 km de orilla, y una profundidad de 62 metros. Es de atracción turística debido a la proximidad con los citados castillos, y a sus cisnes salvajes que viven en él.

## Referencias

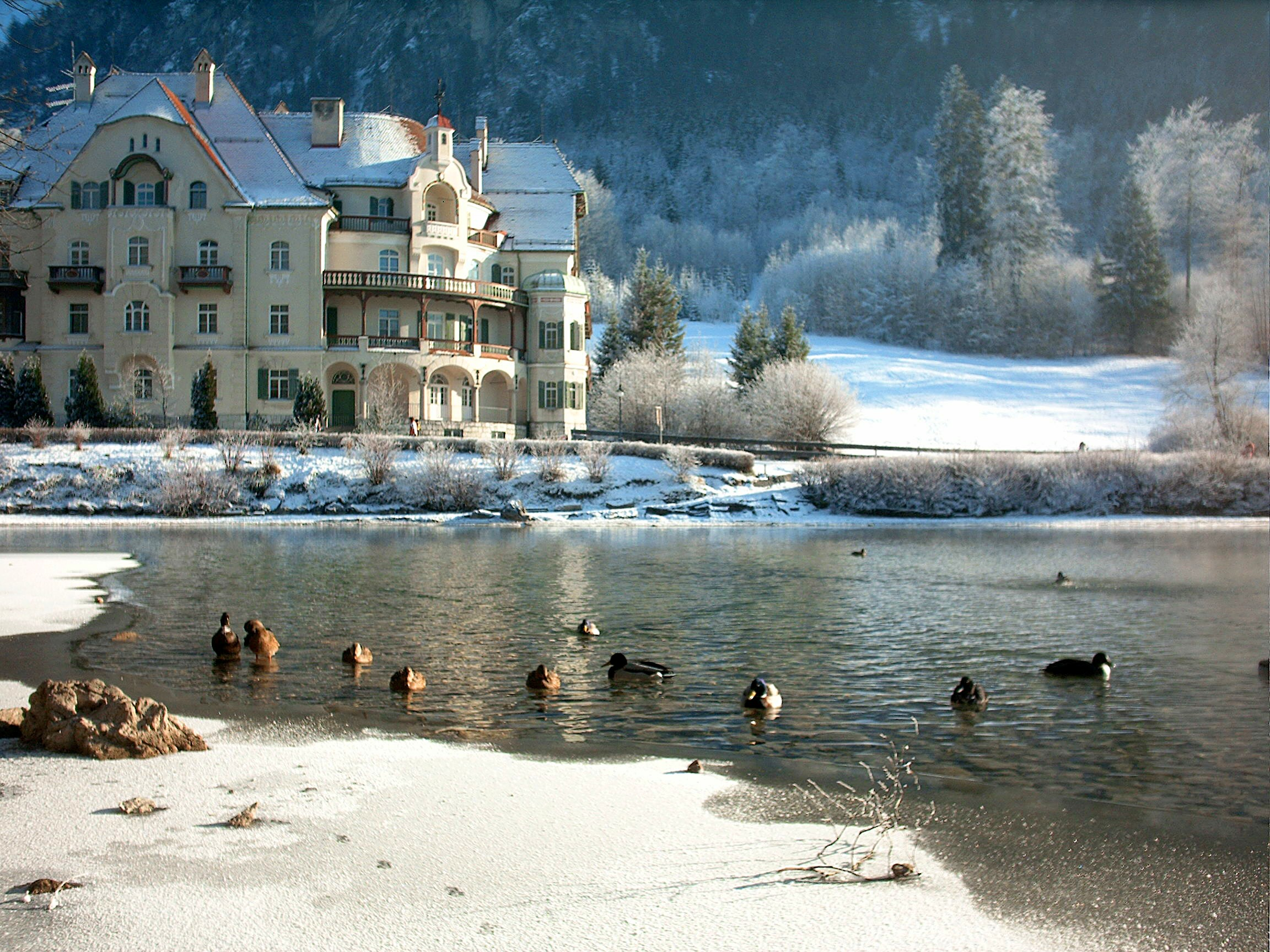
Hotel junto al lago en invierno